# Peupliers sur l'Epte (Monet, Londres)
Peupliers sur l'Epte (ou Peupliers sur les bords de l'Epte) est une peinture à l'huile de Claude Monet, réalisée en 1891, appartenant à la collection de Tate Britain (N° d'inv. N04183) et prêtée à la National Gallery de Londres (N° d'inv. L717) depuis 1926.

## Description
Le tableau fait partie des vingt-trois tableaux sur le thème des Peupliers créés par Monet. Les peupliers, sur les rives de la rivière Epte près de Giverny, sont vus d'en bas, à partir d'un bateau prêté par le peintre Gustave Caillebotte. Lorsque l'administration de la ville a décidé de vendre aux enchères les arbres, Monet les a achetés dans le but de retarder l'abattement de quelques mois, pour être en mesure de terminer la série.